# Дринчић
Дринчић је српскохрватско презиме. Значајни људи са презименом су:
- Никола Дринчић (рођен 1984), црногорски фудбалер